# 北谷町立北谷中学校
北谷町立北谷中学校（ちゃたんちょうりつ ちゃたんちゅうがっこう）は、沖縄県中頭郡北谷町にある公立（町立）中学校。

## 沿革
- 1948年（昭和23年）4月1日 - 開校[3]。
- 1972年（昭和47年）
  - 5月15日 - 沖縄の日本復帰により、北谷村立北谷中学校と改称。
  - 11月7日 - 体育館竣工[3]。
- 1973年（昭和48年）3月 - センター方式による学校給食開始[3]。
- 1980年（昭和55年）
  - 4月1日 - 北谷村の町制施行により、北谷町立北谷中学校と改称[3]。
  - 時期不明 - 校舎（棟番号10）建築[4]。
- 1981年（昭和56年） - 校舎（棟番号11）建築[4]。
- 1985年（昭和60年）1月30日 - 剣柔道場竣工[3]。
- 1986年（昭和61年）12月 - 運動場造成工事竣工[3]。
- 1989年（平成元年）3月31日 - 創立40周年記念式典挙行[3]。
- 1992年（平成4年）1月31日 - 水泳プール竣工[3]。
- 1995年（平成7年）3月30日 - 屋内運動場竣工[3]。
- 2002年（平成14年）4月1日 - 学校週5日制開始[3]。

## 通学区域
- 北谷町
  - 上勢区全域、桃原区全域、栄口区全域、桑江区全域、謝苅区全域
- 沖縄市
  - 沖縄市立小学校及び中学校の指定通学区域に関する規則別表に定める山内中学校区域から北谷中学校への委託調整区域[5][6]

## 出身著名人
- 國場虎次朗（サッカー選手）
- 與那嶺啓（琉球放送アナウンサー）

## 周辺
- 沖縄県道24号線 - 学校付近では、北谷町と沖縄市との市町境となっている。
- 北谷町立桃原東公園
  - このほか、桃原東公園以外の公園も点在する。

## アクセス
- 琉球バス交通62系統中部線・63系統謝苅線・263系統謝苅おもろまち線で、「吉原入口（北谷町）」停留所下車後、
  - 浦添・那覇・おもろまち・美浜・北谷美浜方面のりばから徒歩約145m・数分。
  - コザ・具志川・読谷方面のりばから、徒歩約120m・約2分。